# Sweet Home (Oregon)

Lage des Landkreises in Oregon (oben), Lage des Ortes im Landkreis (unten)

Sweet Home ist eine Kleinstadt in Linn County, Oregon, Vereinigte Staaten. Das U.S. Census Bureau hat bei der Volkszählung 2020 eine Einwohnerzahl von 9.828 ermittelt.
Die Bezeichnung „Gateway to the Santiam Playground“ für den Ort rührt von den nahen Seen und Flüssen der Kaskadenkette her. Der derzeitige Bürgermeister (City Manager) ist Craig Fentiman. Das Motto der Stadt lautet Oregon at its Best.

## Geschichte
Das Sweet Home Valley am South Santiam River wurde ab 1851 besiedelt. 1893 wurde dem Ort das Stadtrecht verliehen (Municipal corporation).

## Geographie
Sweet Home hat 8016 Einwohner (2000, Schätzung für 2009: 8692). Die Bevölkerungsdichte betrug im Jahr 2000 580,7 Einwohner pro Quadratkilometer.
Der Ort hat eine Fläche von 14,9 km² (Landfläche: 13,8 km², Wasserfläche: 1,1 km²).
Sweet Home liegt in der Nähe der Kreuzung der Staatsstraßen Oregon Route 228 und U.S. Route 20.
Der Ort befindet sich auf 163,7 Meter Höhe über dem Meer.

## Sehenswürdigkeiten
- Green Peter Dam
- Mountain Mud Festival[4]
- Oregon Jamboree
- Quartzville Back Country Byway